# Albert Kahn (banquero)
Albert Kahn (Marmoutier, Bas-Rhin Francia, 3 de marzo de 1860 - Boulogne-Billancourt, Hauts-de-Seine, Francia, 14 de noviembre de 1940) fue un banquero y filántropo francés conocido por sus "Les Archives de la Planète" (Archivos del planeta), un vasto proyecto fotográfico que abarca 22 años, y que dio lugar a una colección de 72 000 fotografías en color y 183 000 metros de película.

## Biografía

### Primeros años
Abraham Kahn nació en Marmoutier, Bas-Rhin, Francia el 3 de marzo de 1860, el mayor de cuatro hijos de Louis Kahn, un ganadero judío y Babette Kahn (nacida Bloch), ama de casa que no había recibido educación escolar.
La madre de Kahn murió cuando él tenía diez años, y a raíz de la anexión alemana de Alsacia-Lorena en 1871, la familia Kahn se mudó a Saint-Mihiel en el noreste de Francia en 1872, donde continuó sus estudios en el Colegio de Saverne 1873-1876.
En 1879 Kahn se convirtió en un empleado de banco en París, pero estudió para mejorar sus estudios de graduación en las noches. Su tutor fue Henri Bergson, que siguió siendo su amigo durante toda su vida. Se graduó en 1881 y continuó sus relaciones sociales mezclándose en los círculos intelectuales de la época, haciendo amistad con Auguste Rodin y Mathurin Méheut. En 1892 Kahn se convirtió en un director asociado de la Goudchaux Bank, que fue considerada como una de las más importantes casas financieras de Europa.
También promovió la educación al más alto nivel a través de becas de viaje.

### Últimos años
La crisis económica de la Gran Depresión arruinó a Kahn y puso fin a sus proyectos. Kahn murió en Boulogne-Billancourt, Hauts-de-Seine, el 14 de noviembre de 1940 durante la ocupación nazi de Francia.

## Jardín de los Mundos
El Jardín de los Mundos (del francés: Les Jardins du Monde)
En 1893 Kahn adquirió una gran propiedad en Boulogne-Billancourt, donde estableció un jardín único que contiene una variedad de estilos de jardines incluyendo Inglés, Japonés, una rosaleda y un bosque de coníferas. Esto se convirtió en un lugar de encuentro de la intelectualidad francesa y europea hasta la década de 1930, cuando debido al Crash de 1929, Kahn se arruinó. En ese momento el jardín se convirtió en un parque público en el que Kahn todavía salía a caminar. El jardín reúne a distintas tradiciones de jardinería (francés, inglés, japonés), como para ilustrar la utopía de un mundo reconciliado, donde las diferentes realidades pueden coexistir en perfecta armonía.

## Archivos del Planeta

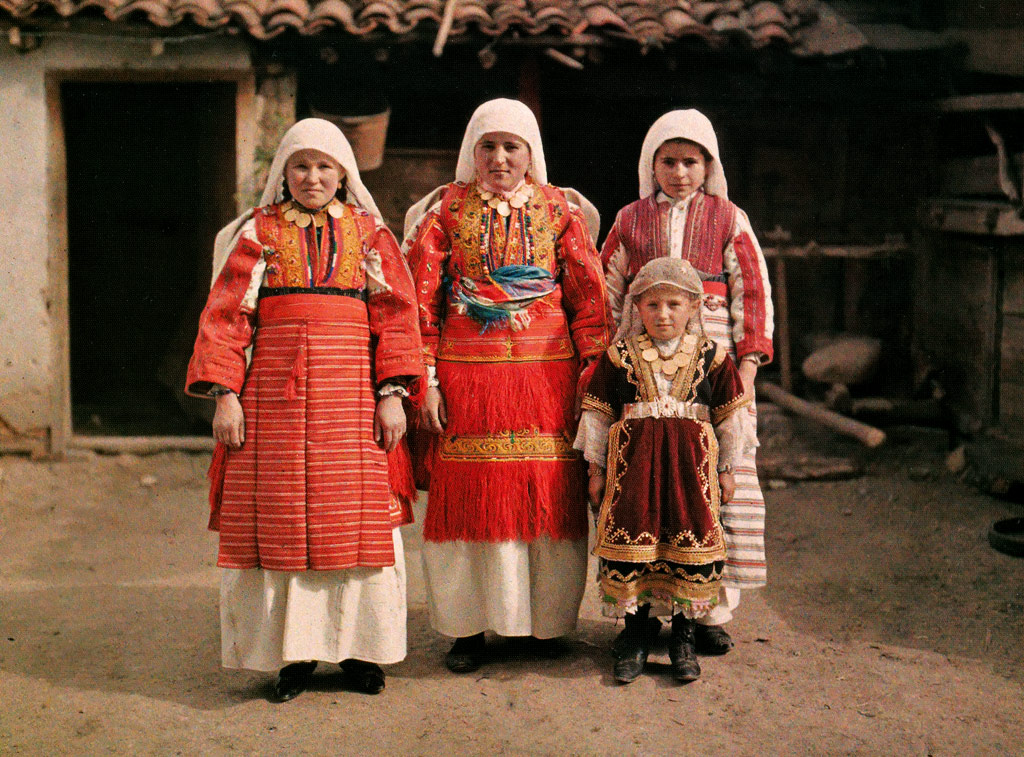
Mujeres de Smilevo, (1913). Autocromo de la colección del Museo Departamental Albert-Kahn.

Los Archivos del Planeta (del francés: Les Archives de la Planète) era una tarea fotográfica de documentación de los edificios y las culturas del momento.

### Método
En 1909, Kahn viajó a Japón por negocios con su chófer y fotógrafo, Alfred Dutertre,  y regresó con muchas fotografías de su viaje. Esto le llevó a iniciar un proyecto que recoge un registro fotográfico de toda la Tierra. Nombró a Jean Brunhes como el director del proyecto, y se enviaron a fotógrafos de todos los continentes para registrar imágenes del planeta usando la primera fotografía en color, las placas de Autocromo, y los principios de los registros de cinematografía. Entre 1909 y 1931 se recogieron 72.000 fotografías en color y 183.000 metros de película. Estos forman un archivo histórico único de 50 países, conocido como Los Archivos del Planeta.
Los fotógrafos de Kahn comenzaron documentar con imágenes la Francia de 1914, pocos días antes del estallido de la Primera Guerra Mundial, y por servir de enlace con los militares lograron grabar tanto la devastación de la guerra, como la lucha para continuar la vida cotidiana y el trabajo agrícola.

## Musée Albert-Kahn (Museo Departamental Albert-Kahn)
Desde 1986, las fotografías se han recogido en un museo en 14 Rue du Port, Boulogne-Billancourt, París, en el sitio de su jardín. Ahora es un museo nacional francés e incluye cuatro hectáreas de jardines, así como el museo que alberga sus fotografías históricas y películas.
Algunos de los archivos depositados en el Musée Albert-Khan "Musée Albert-Khan".

Detalles
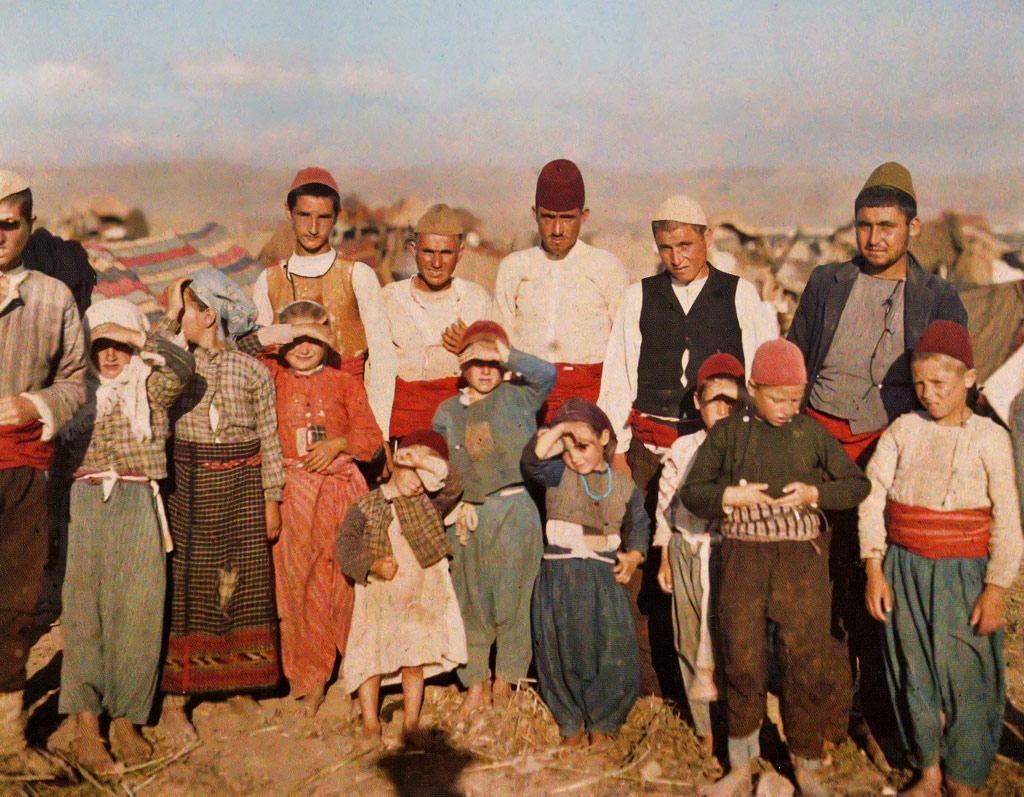
Refugiados turcos de Edirme.
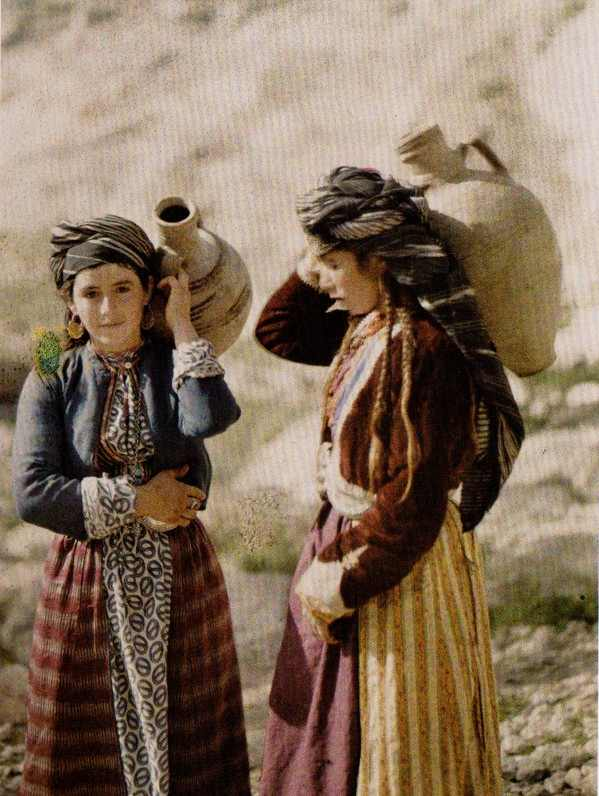
Muchachas del kurdistán acarreando agua (11 de mayo de 1917).
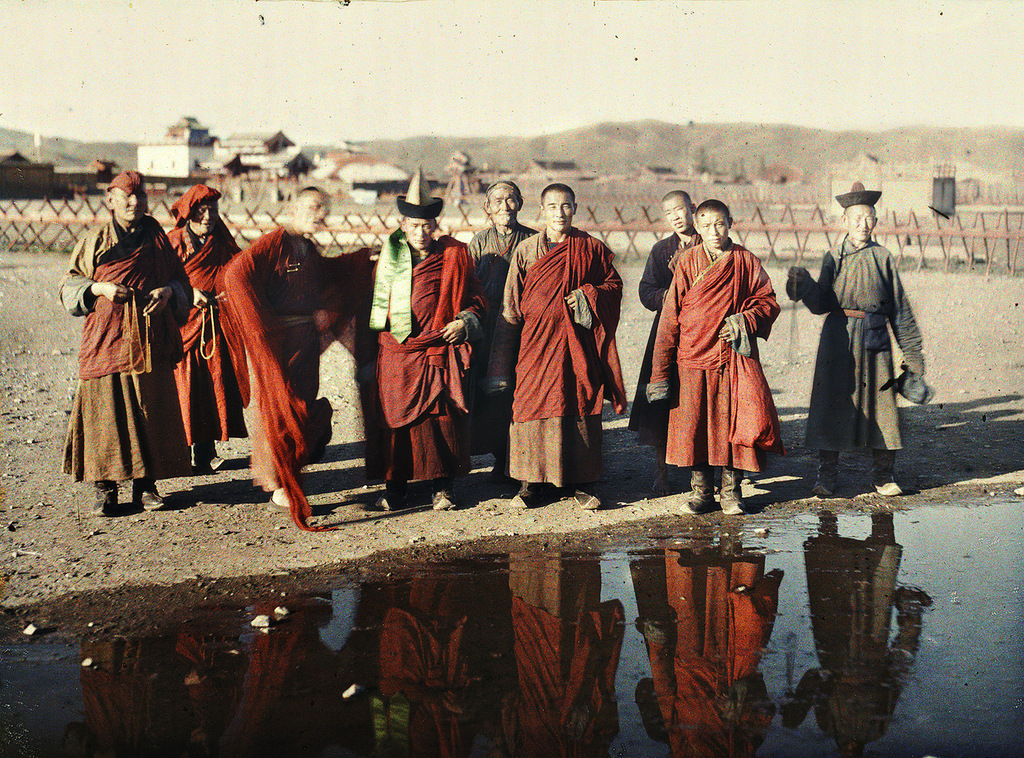
Lama del "Palacio Amarillo" en Khuree (1913).

Galería de Imágenes
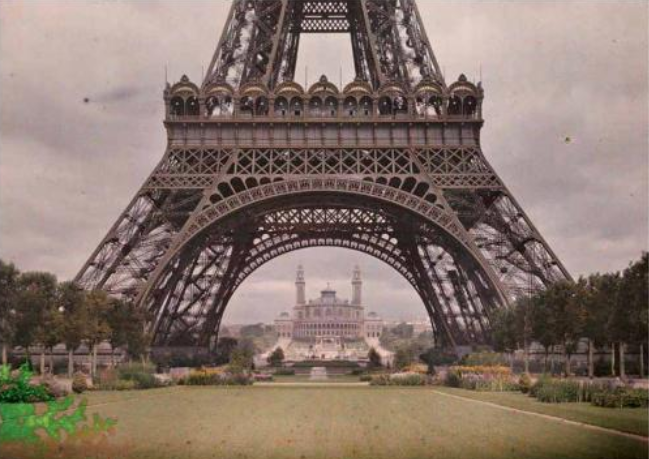
París, 1912. Torre Eiffel y el Trocadero.
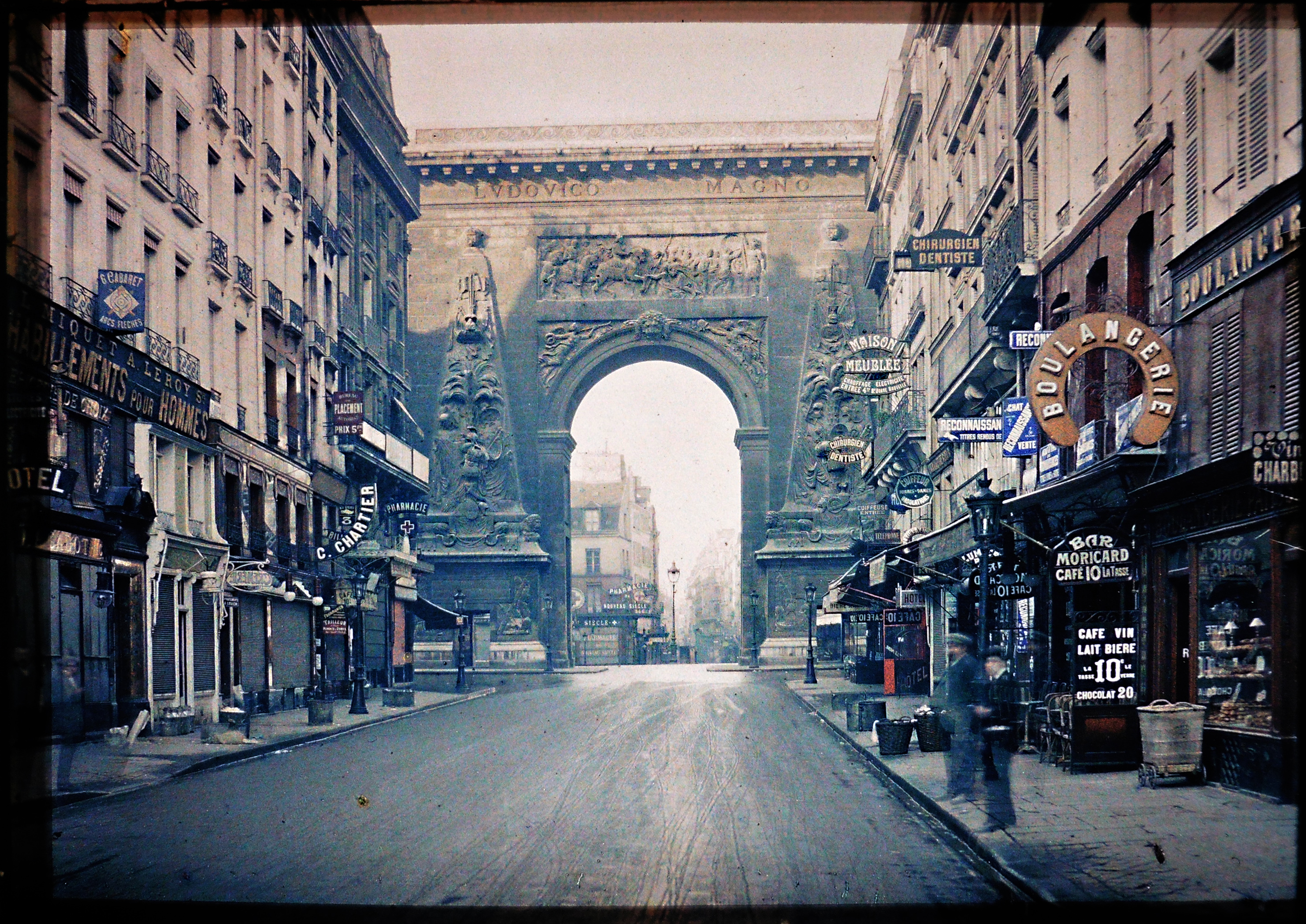
París, 1914. Puerta de Saint-Denis.
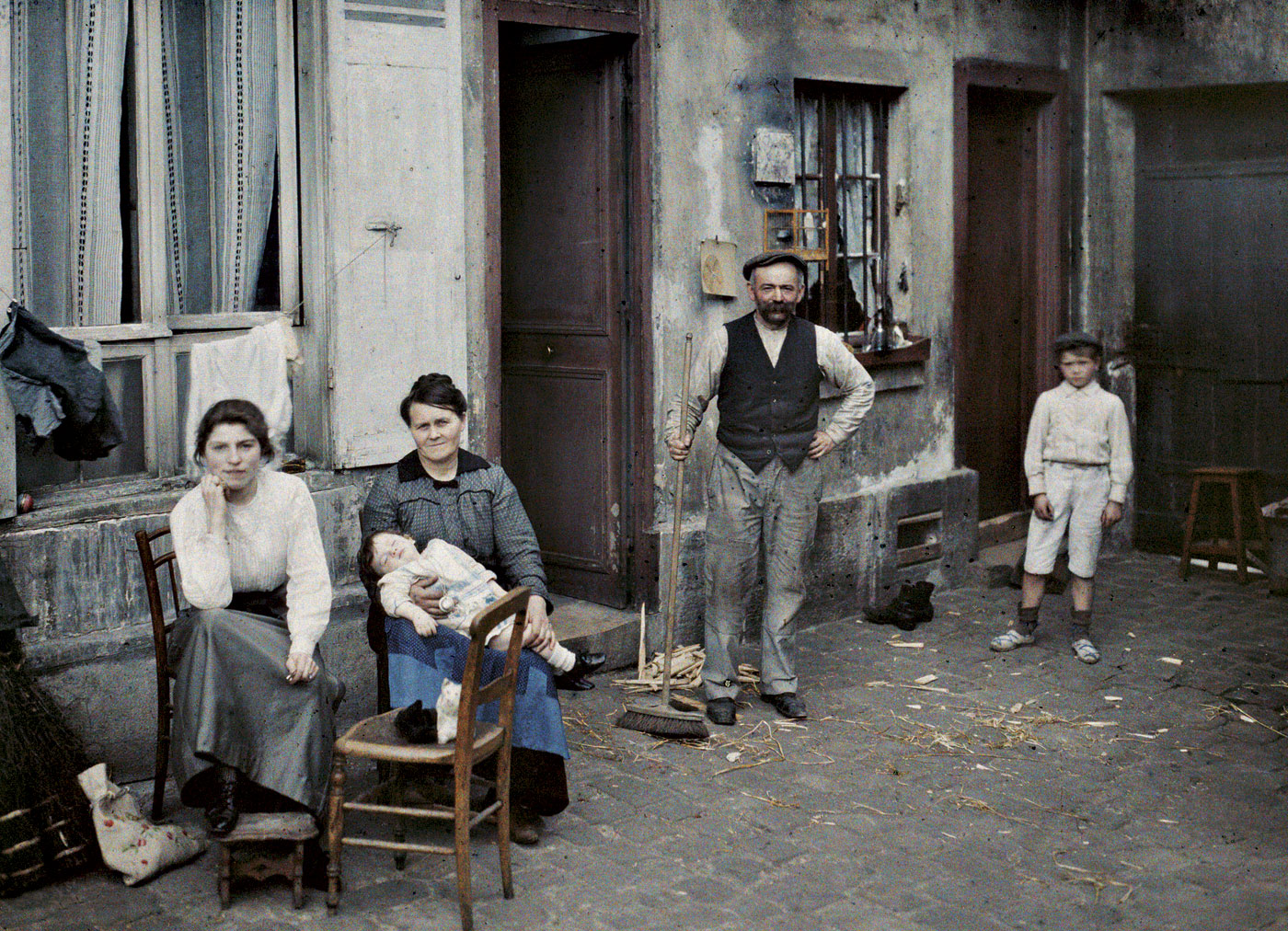
París, 1914. Familia.
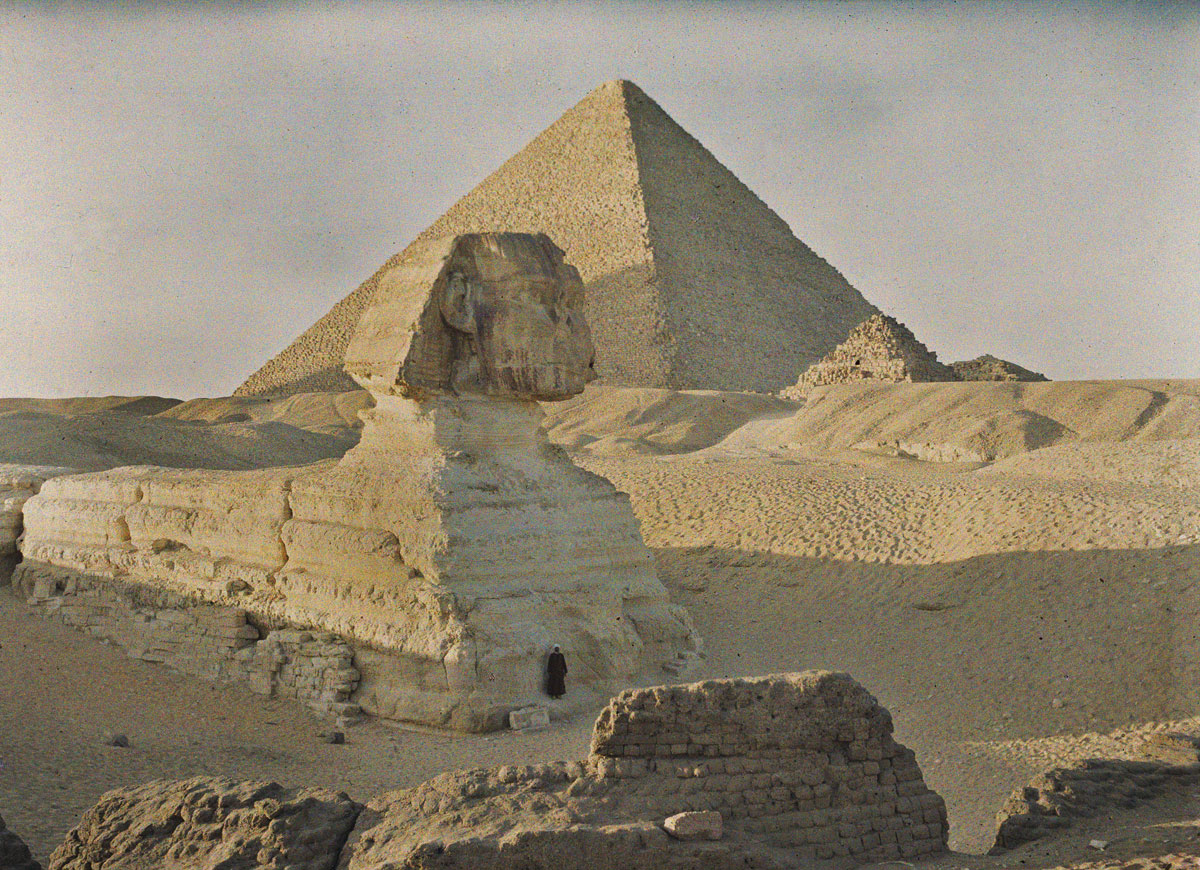
Gizeh, Egipto, 1914. La Gran Pirámide y la Esfinge.
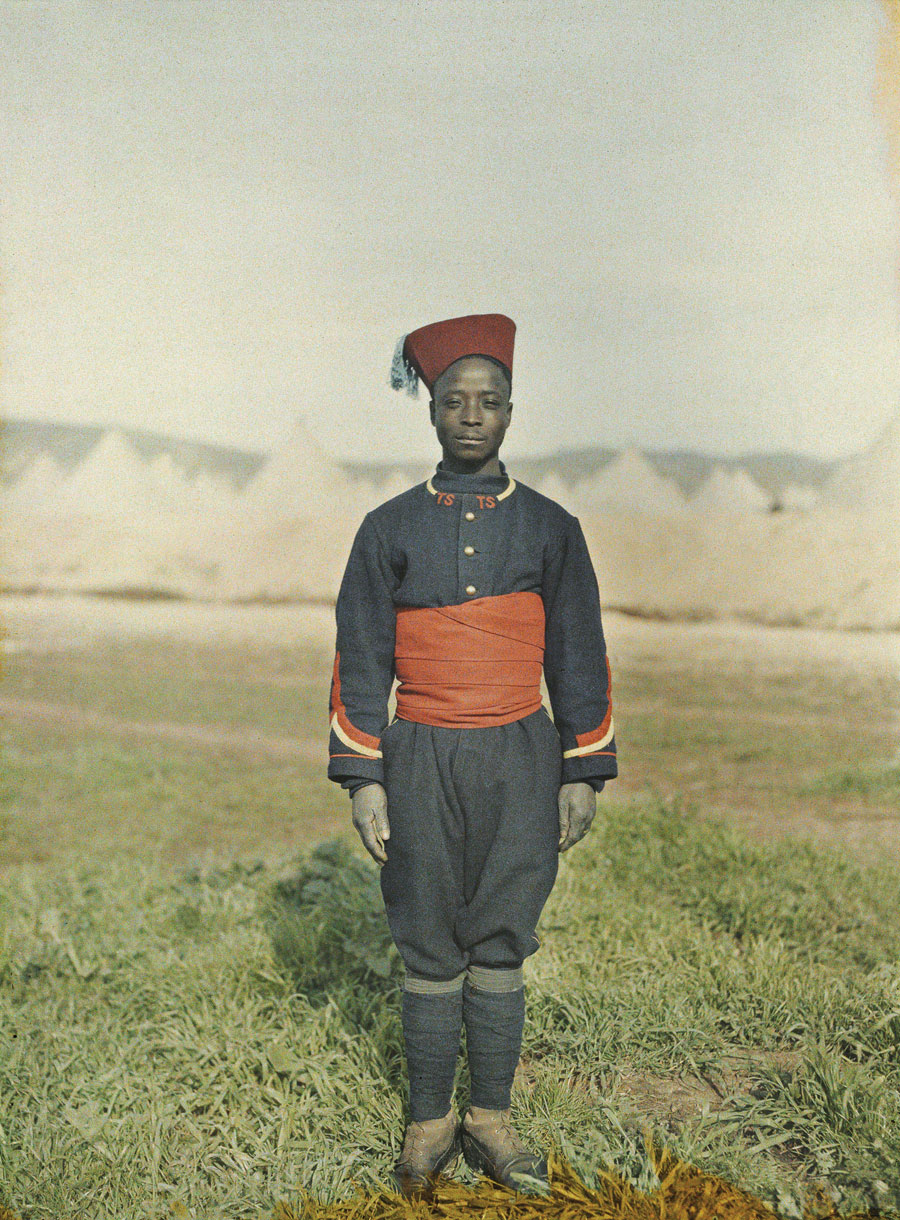
Fez, Marruecos, 1913. Francotirador senegalés.
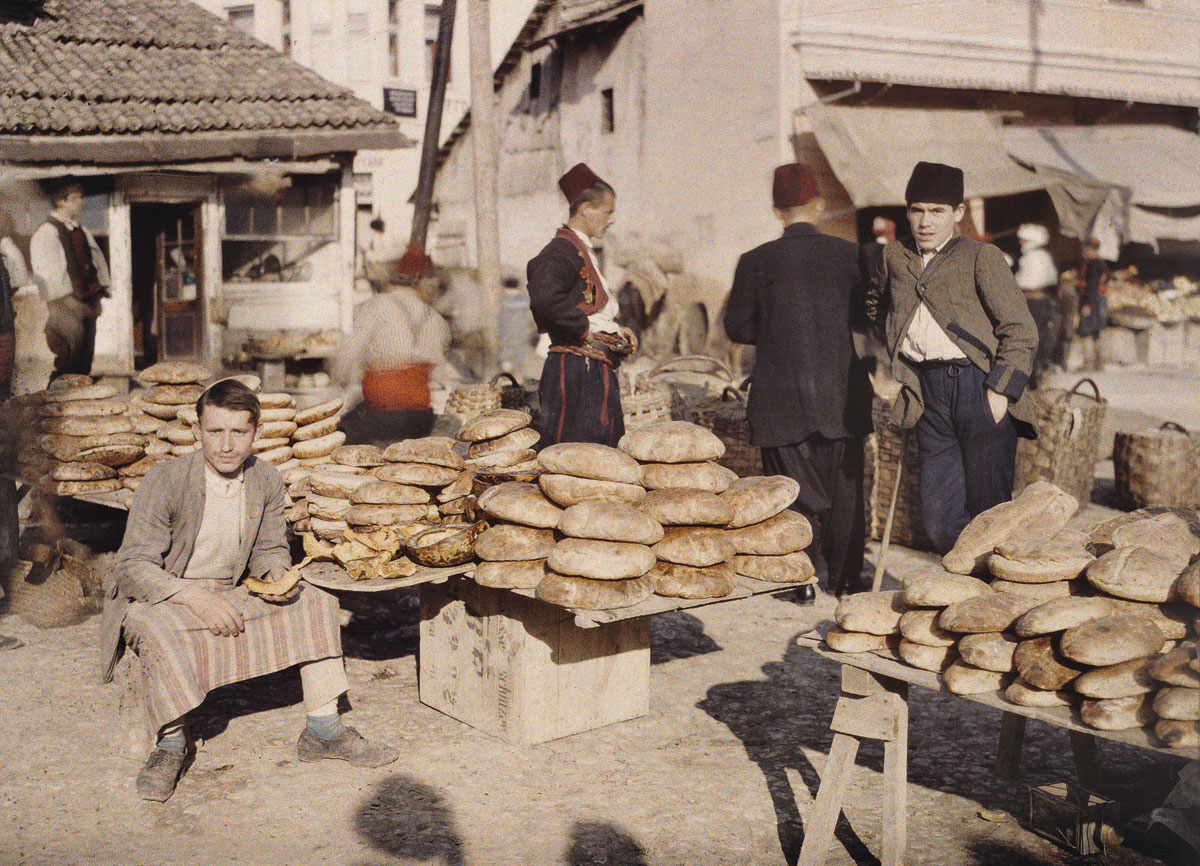
Sarajevo, Bosnia-Herzegovina, 1912. Escena en un mercado.
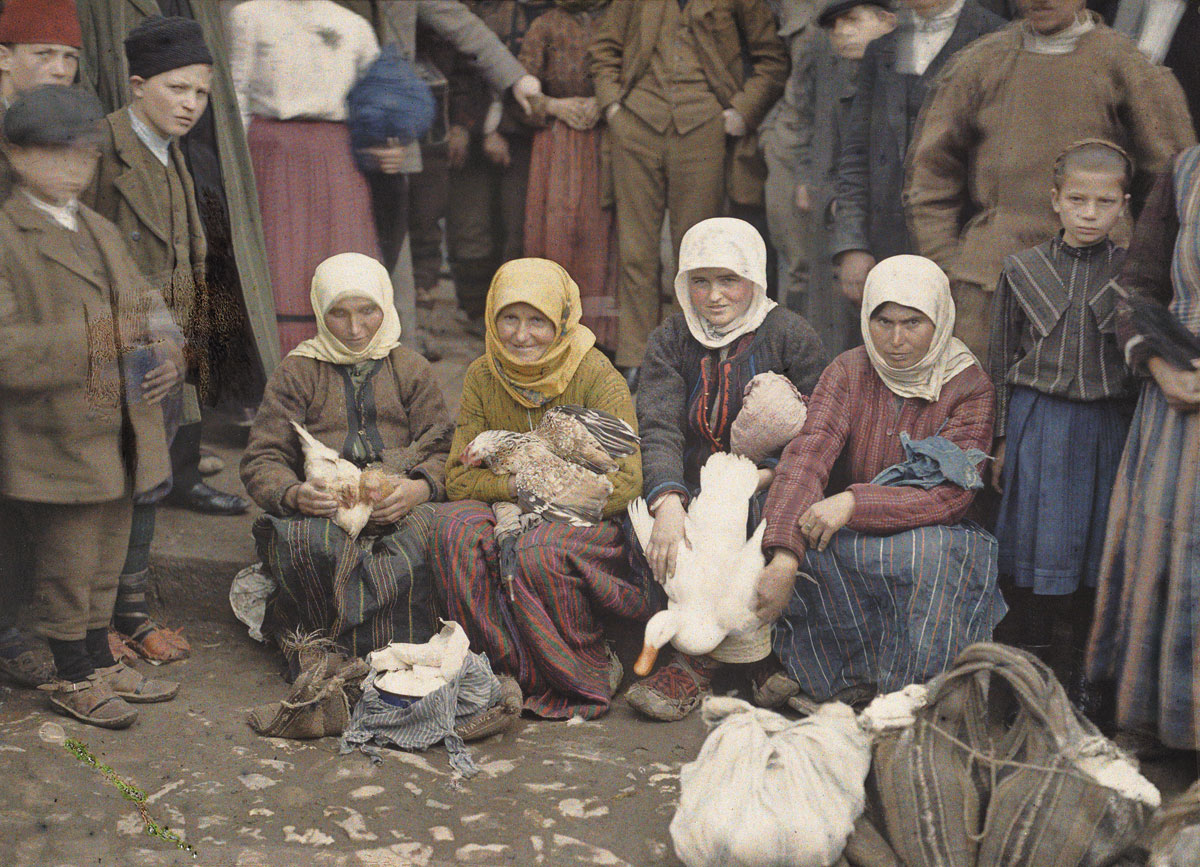
Krusevac, Serbia, 1913. Escena en un mercado.
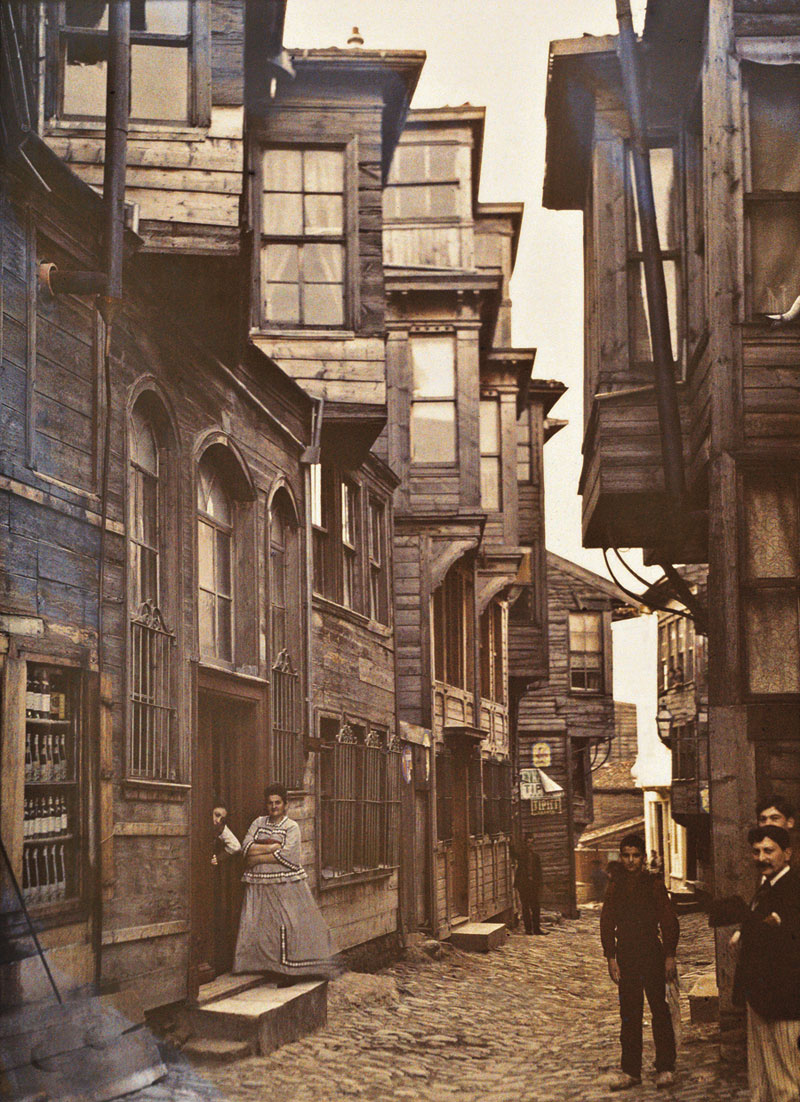
Estambul, Turquía, 1912. Casas de madera en Beyoğlu
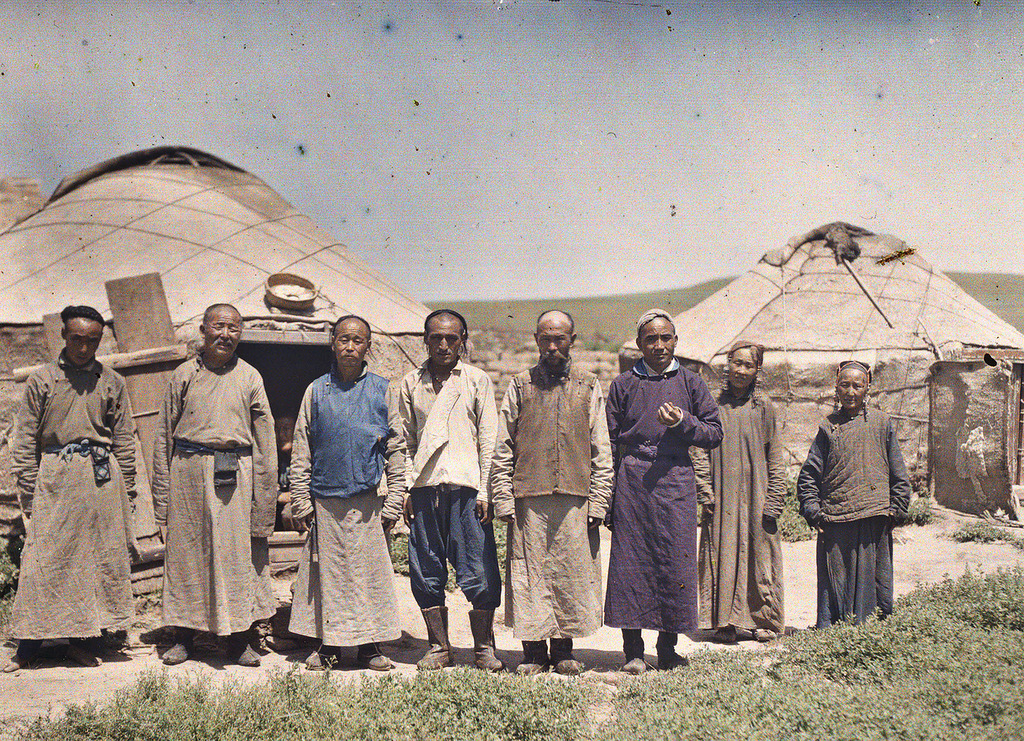
Mongolia Interior, 1912
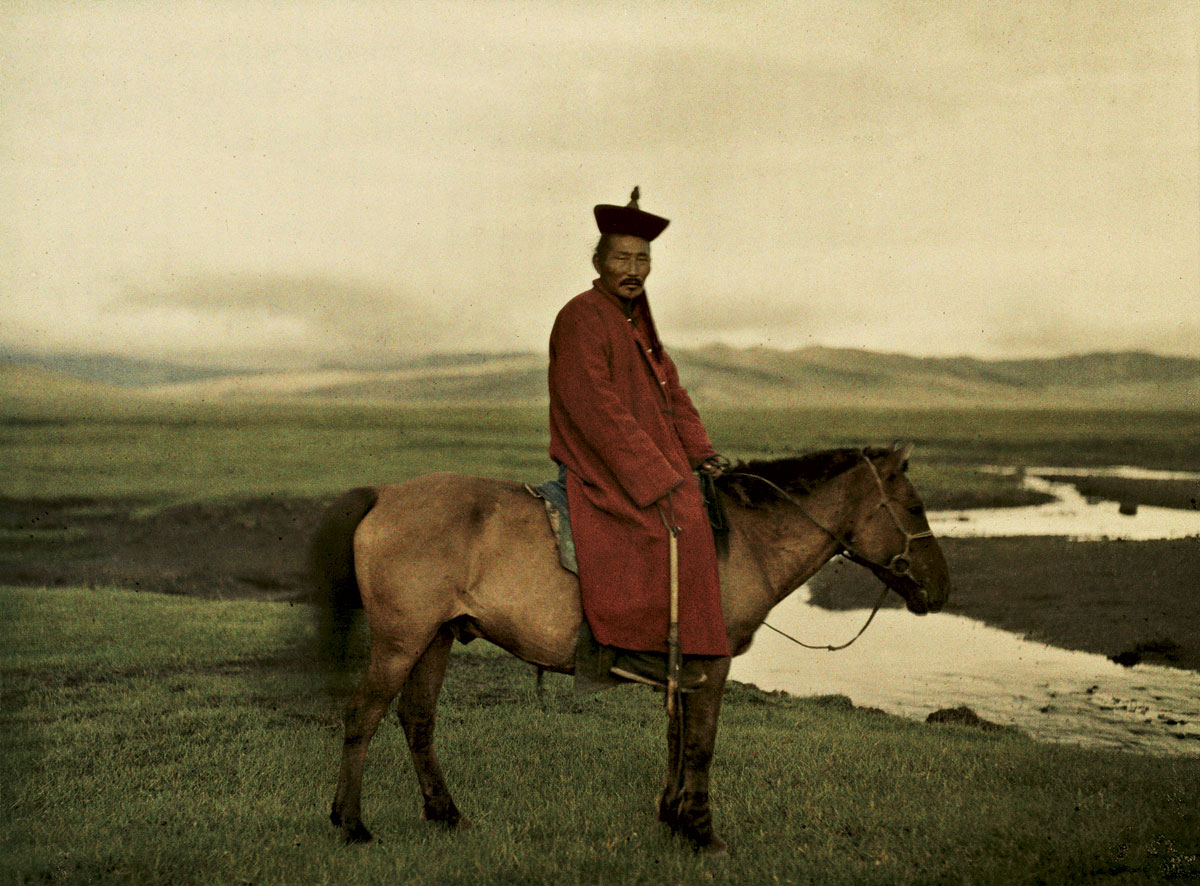
Mongolia, 1913. Lama budista.
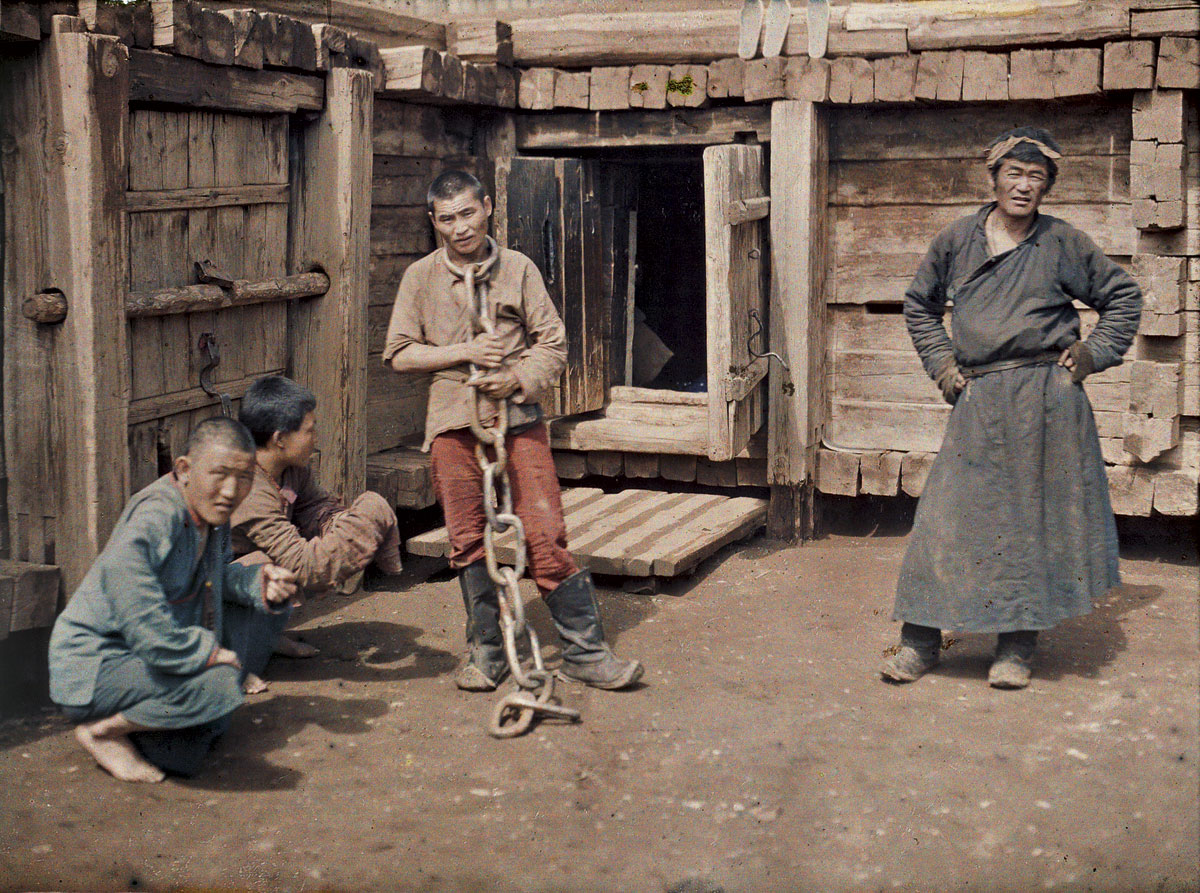
Ulan Bator, Mongolia, 1913. Prisionero.
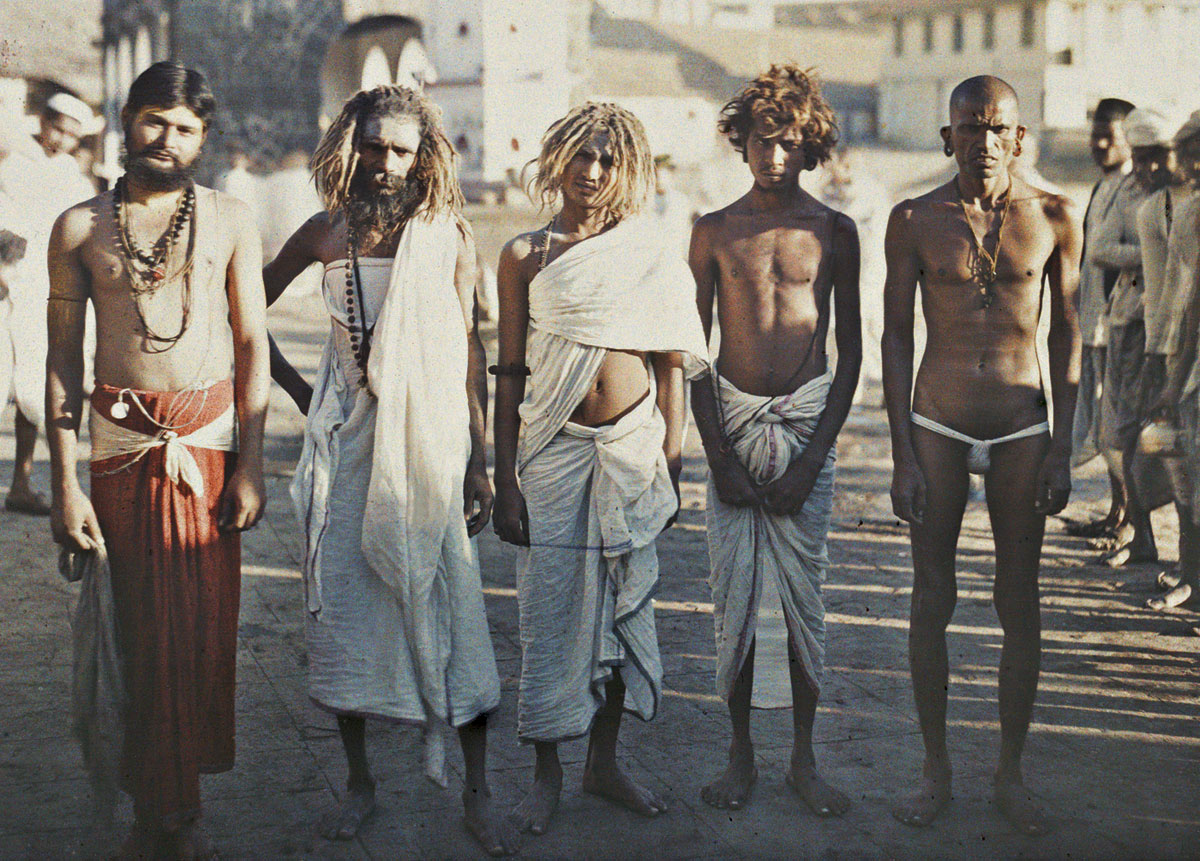
Bombay, India, 1913. Sadus
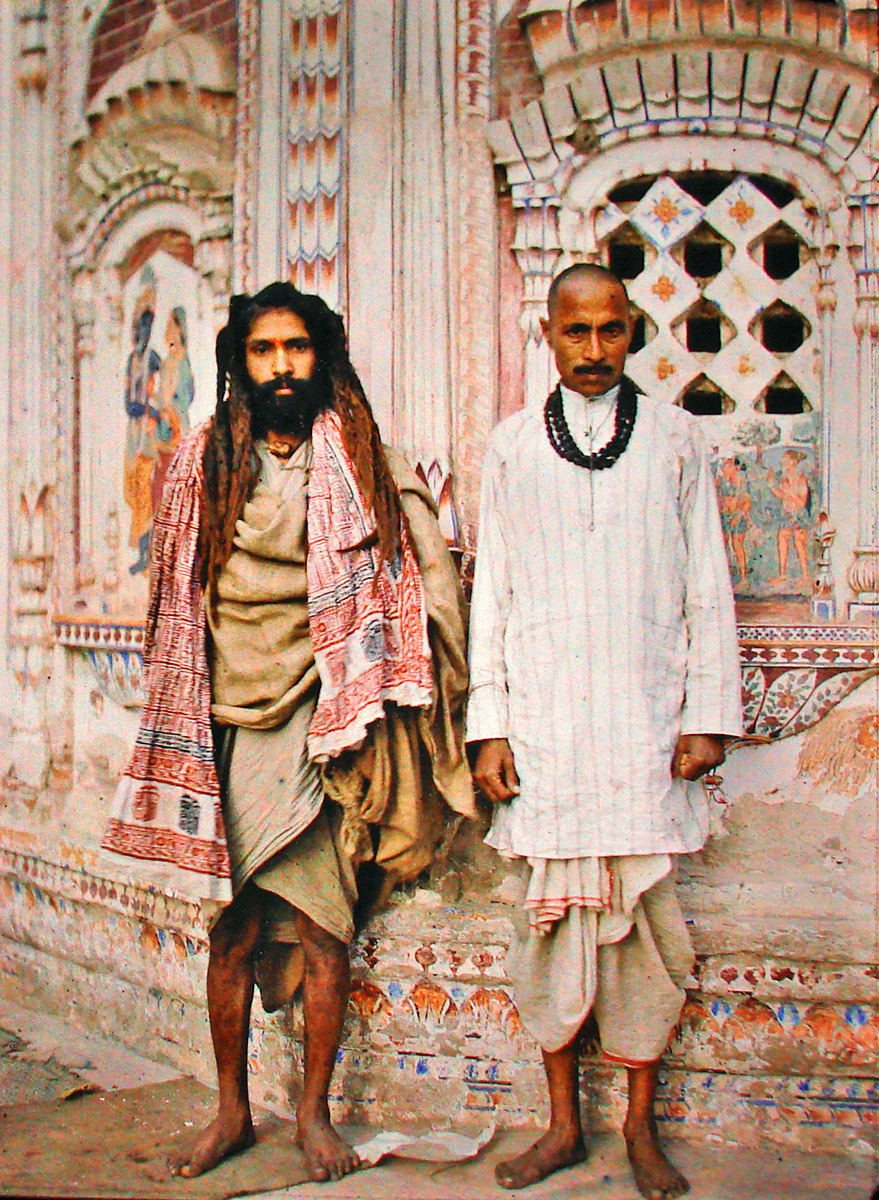
Lahore, Pakistan, 1914, Sadu y Brahmin
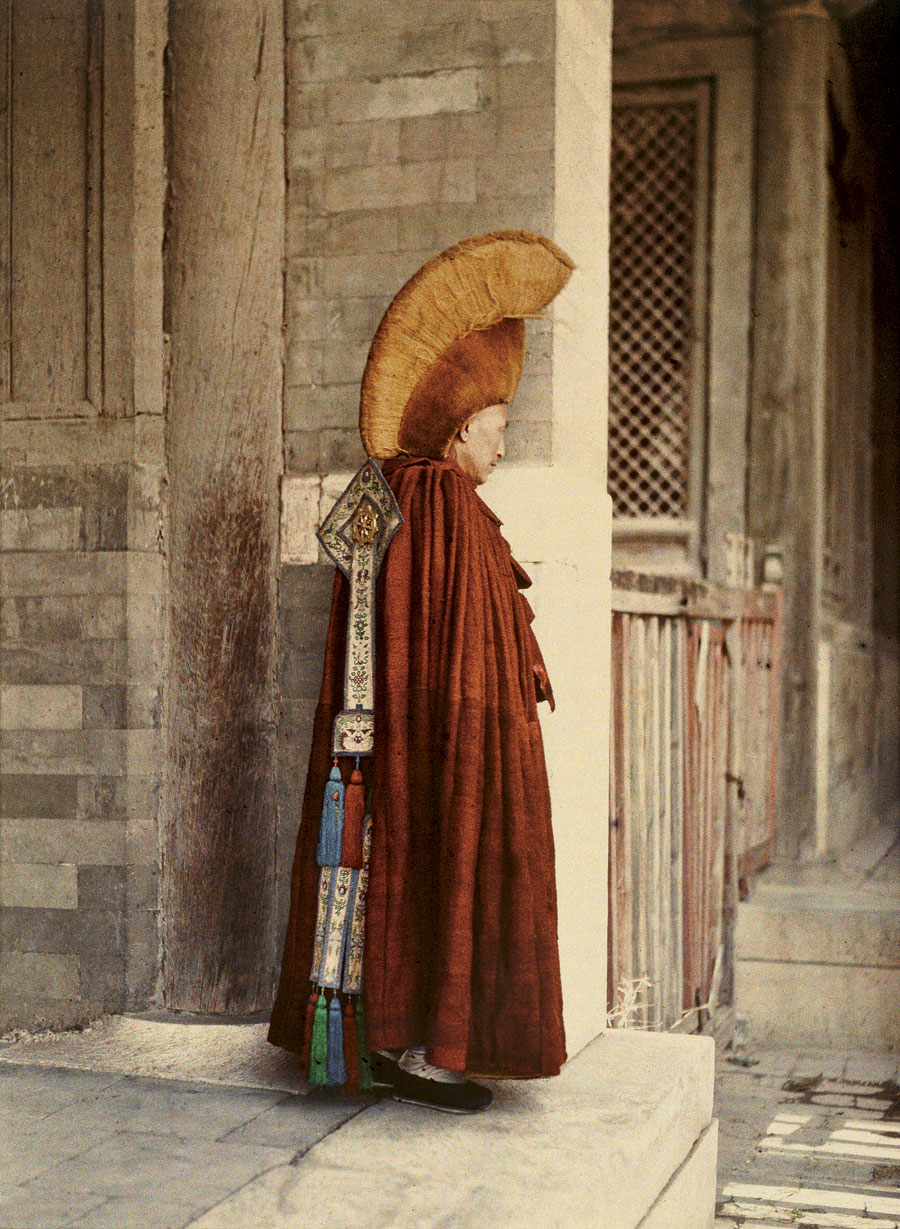
Pekín, China, 1913. Lama budista.